# Lee Evans (giocatore di football americano)
Lee Evans III (Bedford, 11 marzo 1981) è un ex giocatore di football americano statunitense che ha militato nel ruolo di wide receiver nella National Football League (NFL).

## Carriera

### Buffalo Bills
Evans fu scelto nel corso del primo giro (13º assoluto) del Draft NFL 2004 dai Buffalo Bills. Nella sua stagione da rookie ricevette 48 passaggi per 843 yard e 9 touchdown, questi ultimi un record per un debuttante della franchigia.
Evans divenne presto uno dei beniamini tra i tifosi dei Bills. Dopo l'addio di Eric Moulds si impose come il miglior ricevitore della squadra nel 2006 con 82 ricezioni per 1.292 yard e 8 touchdown. Il 19 novembre 2006, in una gara contro gli Houston Texans, stabilì i record dei Buffalo Bills per yard ricevute in un quarto (205) e in una partita (265). Divenne inoltre il primo giocatore della storia della lega con più di un touchdown da oltre 80 yard in un quarto quando ricevette due marcature da 83 yard nel primo quarto.
In una gara del 2007 contro i New York Jets, Evans lottò per ricevere un lungo passaggio con il cornerback rookie dei Jets Darrelle Revis, segnando il touchdown della vittoria da 85 yard.
Evans si sottopose a un intervento chirurgico prima della stagione 2008. L'allenatore Dick Jauron affermò che una spalla aveva dato problemi al giocatore nelle due stagioni precedenti. Quell'anno fece registrare la sua seconda stagione da 1.000 yard, terminando con 63 ricezioni e 3 touchdown. Nelle due stagioni successivo ebbe meno successo e segnò meno touchdown a causa dell'imporsi di Terrell Owens e poi di Stevie Johnson come ricevitori principali della squadra.
Il 12 dicembre 2010, Evans si infortunò a una caviglia contro i Cleveland Browns e fu inserito in lista infortunati, in quella che fu l'ultima presenza con la maglia dei Bills. Concluse così al terzo posto della franchigia per yard ricevute (5.934) e touchdown (43) e quarto in ricezioni.

### Baltimore Ravens
Il 12 agosto 2011, Evans fu scambiato con i Baltimore Ravens per una scelta del quarto giro del Draft NFL 2012. A causa degli infortuni giocò poco, terminando con 4 ricezioni per 74 yard. Nella finale di conference di quell'anno, un passaggio lanciato verso Evans nella end zone, se ricevuto, avrebbe dato la qualificazione al Super Bowl ai Ravens. Il pallone invece toccò le mani del ricevitore ma fu sbattuto a terra dal cornerback dei New England Patriots Sterling Moore. Due giocate dopo, Billy Cundiff sbagliò il field goal che avrebbe mandato la gara ai supplementari e i Patriots vinsero.

### Jacksonville Jaguars
Il 15 aprile 2012, Evans firmò un contratto di un anno con i Jacksonville Jaguars. Fu svincolato il 12 agosto 2012, ritirandosi.